# Catawissa
Catawissa est un borough situé dans le comté de Columbia, dans le Commonwealth de Pennsylvanie, aux États-Unis. Sa population s’élevait à 1 552 habitants lors du recensement de 2010, estimée à 1 492 habitants en 2017.
Catawissa se trouve au point de confluence des rivières Susquehanna et Catawissa Creek.

## Jumelage
- Uxbridge (Canada)

## Source
- (en) Cet article est partiellement ou en totalité issu de l’article de Wikipédia en anglais intitulé « Catawissa, Pennsylvania » (voir la liste des auteurs).